# Тирацян, Геворг Арташесович
Геворг (Геворк) Арташесович Тирацян (арм. Գևորգ Արտաշեսի Տիրացյան,18 сентября 1926, Аккерман, Румыния — 17 января 1993, Ереван) — советский армянский археолог, доктор исторических наук, профессор. Директор Института археологии и этнографии Академии наук Армении (1988—1993), исследователь истории и культуры Армении от эпохи Урарту до раннего Средневековья.

## Биография
Родился в 1926 году в Аккермане (Румыния) в семье педагога. Учился в армянской, немецкой и румынской школах Бухареста. В 1945 году начал учебу на историческом факультете Бухарестского университета. В 1948 году семья репатриировалась в Армению. Г. А. Тирацян поступил на II курс истфака Ереванского государственного университета. В 1952 году поступил в аспирантуру Института истории АН Армянской ССР. Учился в Ленинграде под руководством акад. Б. Б. Пиотровского. С 1956 года — научный сотрудник Института истории АН Армении. С 1959 года — старший научным сотрудник Института археологии и этнографии, затем заведующий отделом археологии Древней Армении (1974—1993), заместитель директора института (1981—1988), директор (1988—1993).
В 1957 году защитил кандидатскую диссертацию «Материальная культура Армении первых веков н. э. (по данным некрополя и бани в Гарни)». Участвовал во многих археологических экспедициях на территории Армении. В 1960—1968 годах руководил раскопками античной крепости Ацаван. С 1970 года был руководителем экспедиции, раскапывавшей античный Армавир. В 1987 году защитил докторскую диссертацию «Культура древней Армении (VI в. до н. э. — III в. н. э.)».

## Научная деятельность
Начав с исследования культуры Армении первых веков нашей эры, впоследствии изучал историю возникновения этой культуры (вплоть до Урарту), а также интересовался историей Армении в период раннего Средневековья.
Являлся активным полевым исследователем. Участвовал в археологических экспедициях на Красной горе, в Гарни, Хацаване, в Аштаракском и Наирийском районах Армении. С 1960 году был руководителем раскопок Ацавана, с 1970 года — Армавира, первой столицы Армении.
В монографии «Культура древней Армении, VI в. до н. э. — III в. н. э.» (1988) Тирацян исследует особенности древнеармянской культуры на протяжении трех этапов ее развития — VI—IV вв. до н. э. (раннеармянский — ахеменидский период), III—I вв. до н. э. (эллинистический период), I—III вв. н. э. Опираясь на археологический материал автор анализирует отдельные стороны экономики и хозяйства, политической жизни и духовной культуры Армении, рассматривая развитие архитектуры и строительного дела, некрополей, керамики, стекла, металлических изделий, глиптики, предметов украшения и вооружения. Характеризуется городская жизнь Армении. Описываются крепости и прочие поселения рассматриваемого периода.
В статье об армянской тиаре, символе власти монарха в древней Армении, исследователь приходит к выводу, что тиара явилась итогом слияния ахеменидской царской тиары в виде усечённого конуса с ахеменидским сатрапским башлыком.

## Основные работы
- Страна Коммагена и Армения // ИАНА. Ер., 1956. № 3.
- Новонайденная надпись Арташеса I, царя Армении // ВДИ. 1959. № 1.
- О торговых связях Армении с Сирией в античное время // Палестинский сборник. Вып. 4 (67). М.; Л.: Изд-во АН СССР, 1959. С. 73-78.
- Возникновение древнеармянского государства // ИФЖ. 1966. № 4.
- Стекло древней Армении. Ереван, 1969 (Археологические памятники древней Армении. 3. Памятники древней эпохи. Вып. 1). (соавт. Б. Н. Аракелян, Ж. Д. Хачатрян).
- История армянского народа. Т. I. Ереван, 1971. (главы в коллективной монографии)
- Раскопки Армавира // ВОН. 1972. № 2.
- К вопросу о городах Армении доэллинистического времени (VI—IV вв. до н. э.) // Древний Восток. Города и торговля. Ереван: Изд-во АН АрмССР, 1973.
- Урарту и Армения: (К вопросу о преемственности мат. культуры) // II Междунар. симпоз. по арм. искусству. Ереван: Изд-во АН АрмССР, 1978. 16 с.
- Урартский Армавир (По данным археологических раскопок) // Культура Востока: древность и раннее средневековье. Л., 1978. С. 106—114.
- Города Армении эллинистического времени в свете археологических исследований (вопросы генезиса, топографии, градостроительной структуры, архитектурного облика) // ВДИ. 1979. № 2. С. 160—175.
- Еще одна арамейская надпись Арташеса I, царя Армении // ВДИ. 1980. № 4.
- Армянская тиара: опыт культурно-исторической интерпретации // ВДИ. 1982. № 2. С. 90-96.
- Неиндоевропейские предки армян. Хуррито-урарты и проблема Урарту-Армения // ИФЖ. 1985. № 1. С. 195—208.
- Урарту // Древнейшие государства Кавказа и Средней Азии. Серия: Археология СССР. М., 1985. 496 с. (соавт. Г. А. Кошеленко)
- Армения VI—IV вв. до н. э.; Армения в III—I вв. до н. э.; Армения в I—III вв. н. э. // Древнейшие государства Кавказа и Средней Азии. Серия: Археология СССР. М., 1985. 496 с.
- Культура древней Армении, VI в. до н. э. — III в. н. э.: (По археол. данным). Ереван: Изд-во АН АрмССР, 1988. 202 с.[4]